# Galeodes lindbergi
Galeodes lindbergi är en spindeldjursart som beskrevs av Roewer 1960. Galeodes lindbergi ingår i släktet Galeodes och familjen Galeodidae. Inga underarter finns listade i Catalogue of Life.